# Torre de telegrafia del Turó Grós de Terra Negra
La Torre de telegrafia del Turó Grós de Terra Negra és una obra de Fogars de la Selva (Selva) inclosa a l'Inventari del Patrimoni Arquitectònic de Catalunya.
La torre de telegrafia òptica militar del turó Gros de Terra Negra està situada al sud-oest del nucli de Fogars de la Selva, entre els turons de Can Planes i Gros de Terra Negra.
Les restes de la construcció, fragments de dos murs laterals, mostren la tipologia clàssica d'aquest tipus d'obres. De planta quadrada, amb el basament atalussat i alçat amb divisòria assenyalant els tres nivells (baix, pis i atalaia). El parament és de maçoneria de pedra rústica i resten fragments de l'arrebossat que recobria els murs. Destaquen les espitlleres rectangulars amb marc de maons de la planta baixa i el primer pis.
Aquesta torre de telegrafia formava part de la línia Barcelona-Girona, estava situada a 253 m. d'altitud, tenia comunicació visual directa amb l'anterior, la torre del Castell de Sant Joan de Blanes situada a 13 km. La torre posterior era la d'Hostalric situada a només 2,.8 km. de distància.

## Història
Aquesta torre pertanyia a la línia de telegrafia òptica militar de Barcelona-Girona.
La telegrafia òptica és un sistema que es basa en una sèrie de senyals realitzats en un punt alt, com pot ser una torre o un campanar, per un operari i que un altre operari veu des d’un altre punt, comunicat visualment, i el repeteix; d'aquesta manera un missatge es pot transmetre amb rapidesa des d'un punt a l'altre de la línia. Hi havia diverses maneres de realitzar els senyals, com un alt pal de fusta amb dos travessers als extrems que, accionats per politges, podien canviar de posició; cada posició era una lletra o clau que gràcies a un llibre de claus es podia desxifrar. Els operaris o torrers, disposaven d'unes ulleres de llarga vista que van permetre que la distància entre els diferents punts fos més gran que si no disposessin d'elles.
Mentre que a països com França o Anglaterra ja s'havien construït línies de telegrafia òptica a finals del segle xviii, a Espanya no s'inicia la construcció fins al 1844, moment que en alguns països ja s'havia començat a utilitzar la telegrafia elèctrica. La creació d'una línia implicava la instal·lació dels sistemes de comunicació en punts alts ja existents o la construcció de torres en els llocs on la distància era massa gran.
A Catalunya, la primera línia procedia de València i arribava a la Jonquera passant per Barcelona. Durant la Guerra dels Matiners (1846-1849), el marquès del Duero, capità general de Catalunya, va encarregar el desenvolupament d'una important xarxa de telegrafia òptica fixa militar. Es van crear 6 línies, entre elles la de Manresa - Vic - Girona.
Al 1853 es construeix la primera línia de telegrafia elèctrica entre Madrid i Irun, aquest fet marcarà l'inici de l'abandonament de la telegrafia òptica i el desús de les torres construïdes per aquest fi. L’any 1857 es produeix el desmantellament i abandonament de les torres de telegrafia civil, i, el 1862, s'oficialitza l'abandonament de les torres militars. D'aquesta manera es posa fi a la curta història de la telegrafia òptica a Catalunya, però que va deixar com a testimoni les torres de telègraf.